# العلاقات الدنماركية السلوفاكية
العلاقات الدنماركية السلوفاكية هي العلاقات الثنائية التي تجمع بين الدنمارك وسلوفاكيا.

## مقارنة بين البلدين
هذه مقارنة عامة ومرجعية للدولتين:
| وجه المقارنة                                              | الدنمارك                                                     | سلوفاكيا                                                       |
| --------------------------------------------------------- | ------------------------------------------------------------ | -------------------------------------------------------------- |
| المساحة (كم2)                                             | 42.92 ألف                                                    | 49.03 ألف                                                      |
| عدد السكان (نسمة)                                         | 5.79 مليون                                                   | 5.44 مليون                                                     |
| الكثافة السكانية (ن./كم²)                                 | 134.9                                                        | 110.95                                                         |
| العاصمة                                                   | كوبنهاغن                                                     | براتيسلافا                                                     |
| اللغة الرسمية                                             | اللغة الدنماركية                                             | اللغة السلوفاكية                                               |
| العملة                                                    | كرونة دنماركية                                               | كرونة سلوفاكية، يورو                                           |
| الناتج المحلي الإجمالي (بليون دولار)                      | 324.87 مليار                                                 | 95.77 مليار                                                    |
| الناتج المحلي الإجمالي (تعادل القوة الشرائية) بليون دولار | 278.61 مليار                                                 | 162.34 مليار                                                   |
| الناتج المحلي الإجمالي الاسمي للفرد دولار أمريكي          | 51.99 ألف                                                    | 16.09 ألف                                                      |
| الناتج المحلي الإجمالي للفرد دولار أمريكي                 | 45.54 ألف                                                    | 30.46 ألف                                                      |
| مؤشر التنمية البشرية                                      | 0.900                                                        | 0.844                                                          |
| رمز المكالمات الدولي                                      | +45                                                          | +421                                                           |
| رمز الإنترنت                                              | .dk                                                          | .sk                                                            |
| المنطقة الزمنية                                           | توقيت وسط أوروبا، ت ع م+02:00، ت ع م+01:00، أوروبا/كوبنهاجن ‏ | توقيت وسط أوروبا، ت ع م+01:00، ت ع م+02:00، أوروبا/براتيسلافا ‏ |

## مدن متوأمة
في ما يلي قائمة باتفاقيات التوأمة بين مدن دنماركية وسلوفاكية:
- ترتبط هولستيبرو مع زفولن باتفاقية توأمة.

## منظمات دولية مشتركة
يشترك البلدان في عضوية مجموعة من المنظمات الدولية، منها:
| علم المنظمة | اسم المنظمة                               | تاريخ انضمام الدنمارك | تاريخ انضمام سلوفاكيا |
| ----------- | ----------------------------------------- | --------------------- | --------------------- |
|             | الاتحاد الأوروبي                          | 1973                  | 1 مايو 2004           |
|             | وكالة ضمان الاستثمار متعدد الأطراف        | 12 أبريل 1988         | 1993                  |
|             | منظمة التعاون الاقتصادي والتنمية          | ?                     | ?                     |
|             | الأمم المتحدة                             | 24 أكتوبر 1945        | 19 يناير 1993         |
|             | الفريق المعني برصد الأرض                  | ?                     | ?                     |
|             | مركز تنسيق الحركة في أوروبا ‏              | ?                     | ?                     |
|             | منظمة حظر الأسلحة الكيميائية              | ?                     | ?                     |
|             | منظمة التجارة العالمية                    | 1995                  | ?                     |
|             | منظمة الشرطة الجنائية الدولية             | ?                     | ?                     |
|             | منظمة الأمن والتعاون في أوروبا            | 25 يونيو 1973         | 1993                  |
|             | مؤسسة التنمية الدولية                     | 30 نوفمبر 1960        | 1993                  |
|             | حلف شمال الأطلسي                          | 4 أبريل 1949          | 29 مارس 2004          |
|             | يونسكو                                    | 4 نوفمبر 1946         | 9 فبراير 1993         |
|             | الاتحاد البريدي العالمي                   | ?                     | ?                     |
|             | البنك الدولي للإنشاء والتعمير             | 30 نوفمبر 1960        | 1993                  |
|             | اتفاقية السماوات المفتوحة                 | ?                     | ?                     |
|             | الاتحاد الدولي للاتصالات                  | 1866                  | 23 فبراير 1993        |
|             | مؤسسة التمويل الدولية                     | 20 يوليو 1956         | 1993                  |
|             | المنظمة الأوروبية لسلامة الملاحة الجوية   | 1994                  | 1997                  |
|             | المركز الدولي لتسوية المنازعات الاستشارية | 24 مايو 1968          | 26 يونيو 1994         |
|             | مجموعة أستراليا                           | 1985                  | 1994                  |
|             | مجموعة الموردين النوويين                  | ?                     | ?                     |

## أعلام
هذه قائمة لبعض الشخصيات التي تربطها علاقات بالبلدين:
- إليزابيث كلاين (عازفة بيانو دنماركية، 23 يوليو 1911 – 11 أكتوبر 2004)

## وصلات خارجية
- موقع وزارة الخارجية الدنماركية
- موقع وزارة الخارجية السلوفاكية